# Verse
Pour les articles homonymes, voir Verse (homonymie).

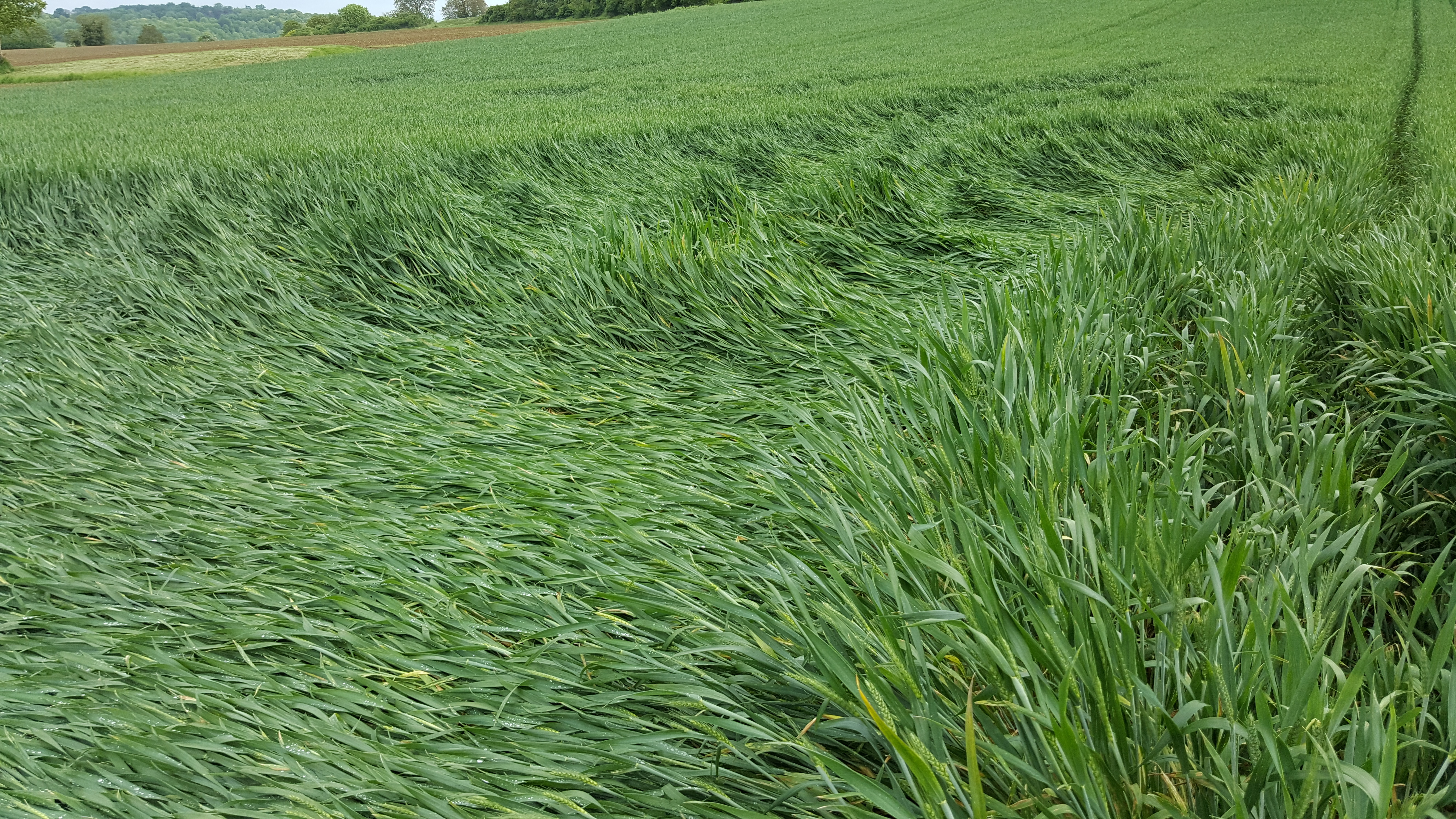
Verse dans un champ de blé à la suite de pluies importantes (Épône, Yvelines).

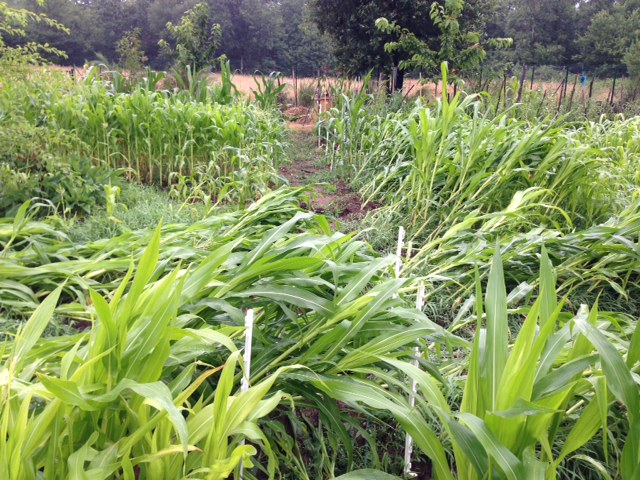
Le maïs peut être sujet à la verse du fait de sa hauteur importante. Toutefois, si la verse est légère, les plants peuvent se redresser seuls les jours suivant le coup de vent.

En agriculture, la verse est un accident de végétation touchant certaines cultures, principalement les céréales, mais aussi les légumineuses, le colza, le tournesol qui se trouvent couchées au sol, ce qui entraîne le plus souvent une baisse importante du rendement (jusqu’à 25 quintaux/ha en cas de verse précoce), mais peut également provoquer une dégradation de la qualité du grain et peut rendre la récolte plus compliquée. 

## Causes
La verse dépend de quatre critères principalement, il s’agit de la sensibilité de la variété, de la densité de la tige, de l'apport d'azote - qui ne doit pas être supérieur aux besoins -  et des conditions météorologiques à la montaison (entre le stade épi 1 cm et le stade 1-2 nœuds -  on appelle nœud l’endroit auquel est attachée la feuille).
La verse atteint la plante quand les premiers nœuds ne sont pas assez résistants (forte croissance) pour supporter le balancement de la tige, on parle donc d’un équilibre entre le mécanisme de résistance de la tige et la pluie, le vent. Parfois le poids de l’épi l’entraine vers le sol.
La verse peut être due à des intempéries (forte pluie, vent violent, etc.) ce qui traduit une culture fragilisée par des conditions de végétation particulières et/ou une conduite de la culture non adaptée, mais aussi à des attaques parasitaires ou à des accidents physiologiques, liés par exemple à une fumure déséquilibrée (excès d'azote) provoquant une croissance exagérée des tiges. Elle peut être causée par certaines maladies cryptogamiques, comme le piétin-verse, le rhizoctone ou la fusariose qui affaiblissent la base des tiges infectées. On parle alors de « verse parasitaire ».

## Risques
Pour réduire les risques de verse, il convient de veiller aux bonnes pratiques culturales (fumure équilibrée, densité de peuplement adaptée...). Dans le cas des céréales, des variétés à paille  courte ont été sélectionnées pour prévenir la verse. Les agriculteurs peuvent également employer des produits limitant la croissance des tiges. Ces produits, appelés « régulateurs de croissance », font appel à diverses molécules chimiques. Il en existe aussi pour d'autres cultures que les céréales. Il existe des outils permettant d’évaluer le risque de verse comme FARMSTAR ou des grilles de calcul.